# Deuxième crise du détroit de Taïwan
La deuxième crise du détroit de Taïwan ou crise de Quemoy et de Matsu est un conflit armé ayant opposé la république populaire de Chine à Taïwan au cours de l'été 1958.
Le conflit débute par le bombardement des îles de Kinmen (Quemoy) et Matsu par une Chine populaire désireuse de jauger l'étendue du soutien américain à Taïwan et pourquoi pas de « libérer » l'île de l'influence du Kuomintang qui y avait élu refuge une décennie auparavant. Le conflit voit notamment une tentative de débarquement amphibie sur l'île Dongding (en) être repoussée par la Marine taïwanaise.
En dépit de son caractère local, la deuxième crise du détroit de Taïwan a une influence importante sur le cours de la guerre froide puisqu'elle limite le processus de coexistence pacifique entamé au même moment par l'Union soviétique et les États-Unis, ces derniers allant même jusqu'à soutenir publiquement Taïwan, notamment avec des pièces d'artillerie susceptibles de lancer des frappes nucléaires en territoire chinois, ce qui en fait la « première crise nucléaire sérieuse » de l'histoire selon Christian Herter.

## Historique

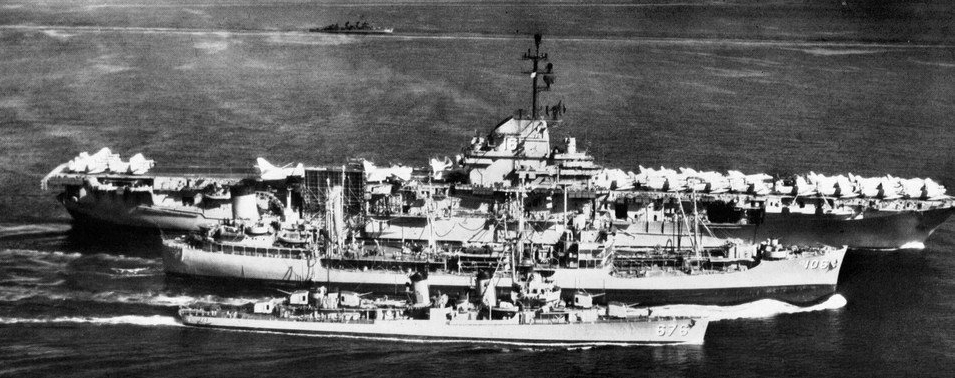
Le porte-avions USS Lexington (CVA-16) accompagné d'un navire de ravitaillement d'un destroyer au large de Taïwan durant la crise.

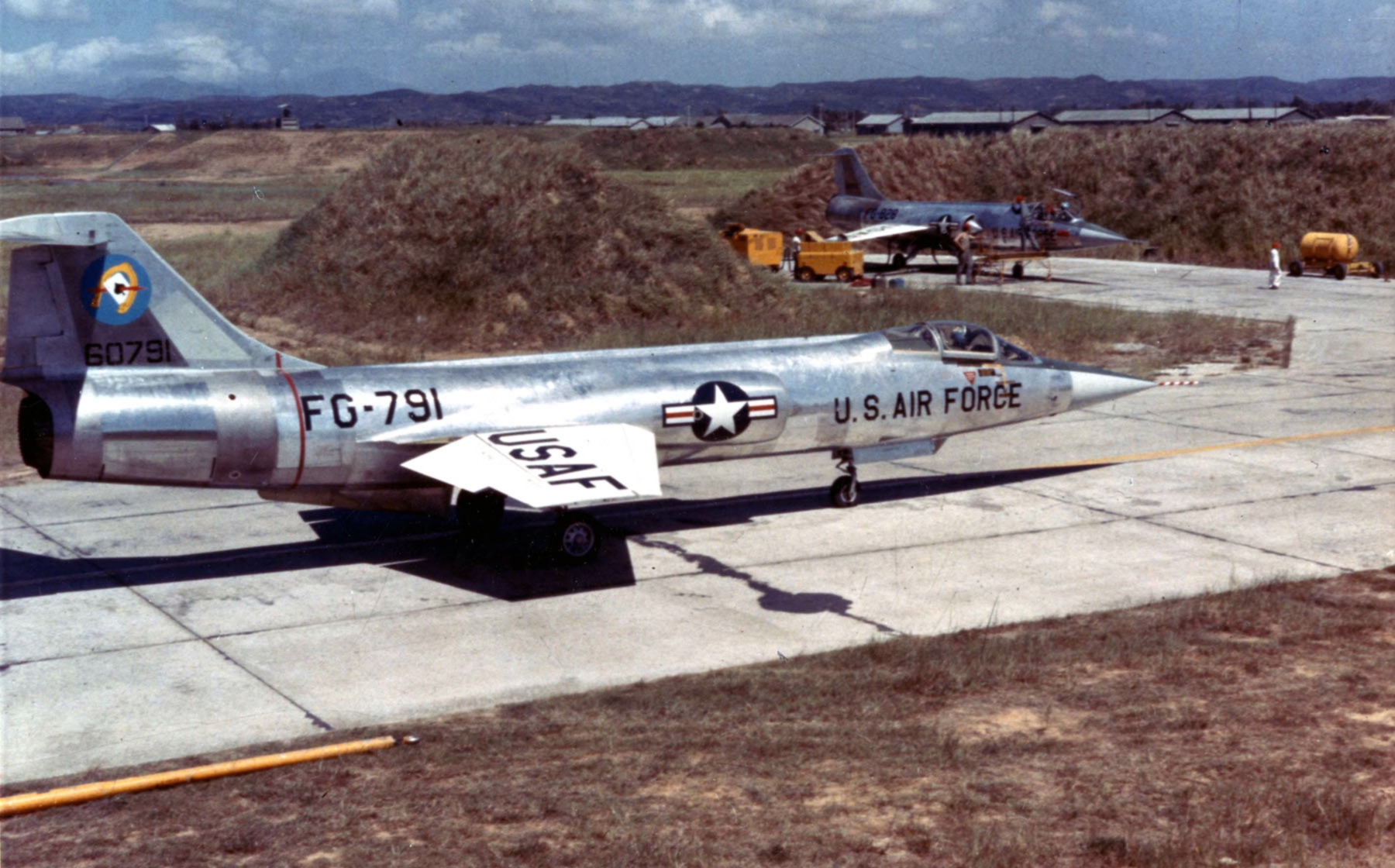
Des F-104A du 83th Fighter Interceptor Squadron sur la base aérienne de Taoyuan durant la crise.

De novembre 1954 à mai 1955, la première crise du détroit de Taïwan a lieu entre la république populaire de Chine communiste et la république de Chine nationaliste réfugiée à Taïwan après la guerre civile chinoise. Pékin réussit à capturer deux des îles près des côtes qui étaient encore sous contrôle nationaliste mais fut stoppée par les menaces d'intervention militaire des États-Unis.
La seconde crise débute le 23 août 1958, elle a commencé lorsque l'artillerie de l'Armée populaire de libération commence à bombarder les îles de Quemoy et de Matsu dans le détroit de Taïwan vingt-quatre heures après que le président des États-Unis Eisenhower eut proposé à Nikita Khrouchtchev le premier sommet soviéto-américain de la guerre froide, et une réduction des armements nucléaires. Mao Zedong ne voulait pas que la question de Taiwan reste dans l'ombre. En accord avec le traité de coopération mutuelle et de sécurité entre les États-Unis et la république de Chine entré en vigueur en 1955, ces attaques provoquent le déploiement de la Septième flotte américaine dans le détroit et l'envoi de renforts aérien au United States Taiwan Defense Command dont une «Force de frappe aérienne composite» (Composite Air Strike Force) du Tactical Air Command. Après quelques semaines critiques pendant lesquelles les îles furent en danger sérieux, les Américains réussirent à établir une ligne de ravitaillement à Quemoy, y débarquant publiquement, entre autres, de l'artillerie susceptible de lancer des charges nucléaires tactiques. L'éventualité de frappes nucléaires sur la Chine continentale a été sérieusement envisagée par les responsables américains.
Soutenue par les États-Unis, la république de Chine à Taïwan ne faiblira pas malgré la puissance de l'armée chinoise.
470 000 obus furent tirés par l'artillerie chinoise et l'on vit la première utilisation de missiles air-air au combat de la part de la force aérienne de la république de Chine lorsque le 22 septembre 1958, un AIM-9 Sidewinder est utilisé lors d'un affrontement entre 32 North American F-86 Sabre et plus de 100 MiG-17. Un total de 31 MiG-17 de la RPC furent abattus - 60 % par des missiles Sidewinder dont ce fut la première utilisation, un non-explosé est récupéré par la Chine - contre 2 Sabre taïwanais.
Ce conflit s'achève par un cessez-le-feu entre les belligérants mais les bombardements continuèrent de façon intermittente pendant plus d'une décennie. La décision de la RPC de bombarder Kinmen sans accord préalable soviétique, le refus de céder le Sidewinder capturé - puis le transfert dudit Sidewinder sans le traqueur infrarouge - a constitué un des nombreux pas menant à la rupture sino-soviétique.
Selon le bilan figurant dans la brochure officielle publiée à l’occasion du 50e anniversaire de la bataille par la république de Chine à Taïwan, le bombardement de Kinmen nommé par ce pays Bombardement 823 fit 514 morts et disparus ainsi que 2 200 blessés parmi les militaires, dont 440 morts et disparus et 1 911 blessés pour la seule armée de Terre. Par ailleurs, 80 civils perdirent la vie et 221 furent blessés dans les bombardements.